# Il paradiso delle fanciulle
Il paradiso delle fanciulle (The Great Ziegfeld) è un film del 1936 diretto da Robert Z. Leonard.
Ricostruisce in maniera romanzata la vita del celebre impresario Florenz Ziegfeld che, dai suoi primi spettacoli col culturista Eugen Sandow, diventerà - con le sue spettacolari passerelle di magnifiche ragazze immerse in scenografie mozzafiato - il nome più illustre del teatro di rivista delle notti newyorkesi.
Diviso tra l'amore per la prima moglie Anna Held, quello per la seconda, Billie Burke, e quello (non sempre platonico) per le sue girls, Ziegfeld è interpretato da William Powell. Powell riprenderà il personaggio di Ziegfeld nel film musicale del 1945 Ziegfeld Follies. La parte di Anna Held fu affidata alla tedesca Luise Rainer che, con questo ruolo, vinse l'Oscar alla miglior attrice.
Il personaggio di Audrey Dane, interpretato da Virginia Bruce, è ispirato a quello di Lillian Lorraine, una delle più famose Ziegfeld Girls.

## Trama
La vita romanzesca e romanzata di Ziegfeld, l'inventore della rivista americana. Dopo un difficile inizio giunge finalmente a Broadway, dove ottiene un successo strepitoso. Ma un crollo improvviso lo conduce alla povertà. Muore, quasi dimenticato, nel 1932.

## Produzione
Il film fu prodotto dalla MGM e venne girato nei suoi studios, situati al 10202 di W. Washington Blvd di Culver City.

## Distribuzione
Distribuito dalla Metro-Goldwyn-Mayer (MGM), il film fu presentato in anteprima a Los Angeles il 22 marzo, uscendo poi nelle sale cinematografiche statunitensi l'8 aprile 1936. A New York, venne programmato all'Astor Theatre.
In Italia, venne presentato nell'agosto 1936 alla 4ª Mostra del Cinema di Venezia dove Robert Z. Leonard fu candidato alla Coppa Mussolini. Nel 1976, Francesco Savio curò, per la Mostra veneziana, una retrospettiva dedicata al cinema del 1936 nella quale fu inserito anche Il paradiso delle fanciulle. Sulla copertina del catalogo della rassegna appare la scenografia di uno spettacolo di Ziegfeld ricostruito per il film.

## Premi e riconoscimenti
- 1937 - Premio Oscar
  - Miglior film alla MGM
  - Miglior attrice protagonista a Luise Rainer
  - Migliore coreografia a Seymour Felix
  - Candidatura alla migliore regia a Robert Z. Leonard
  - Candidatura al miglior soggetto a William Anthony McGuire
  - Candidatura alla migliore scenografia a Cedric Gibbons, Eddie Imazu e Edwin B. Willis
  - Candidatura al miglior montaggio a William S. Gray
- 1936 - Mostra Internazionale d'Arte Cinematografica di Venezia
  - Candidato alla Coppa Mussolini Robert Z. Leonard
- 1936 - New York Film Critics Circle Awards
  - Miglior attrice protagonista a Luise Rainer